# Serge Golon
Vsevolod Sergueïvitch Goloubinoff dit Serge Golon (1903 à Boukhara - juillet 1972) est un écrivain français d'origine russe.

## Biographie
Fils de diplomate, il est élevé à Ispahan en Perse, où son père est consul de la Russie impériale. Il a une jeunesse mouvementée en Russie pendant la révolution russe et émigre avec sa famille en 1920 par Constantinople. Réfugié en France avec sa famille dans la région de Nancy, il devient le plus jeune docteur en sciences-chimio-minéralogie de France. Il vit ensuite en Afrique et en Indochine une vie aventureuse de prospecteur et découvreur de mines. Pendant la guerre, il rallie le général de Gaulle à Brazzaville et il est condamné par contumace par Vichy.
En 1947, il écrit ses souvenirs d'adolescence dans Le Cadeau de Riza Khan, sous le nom de plume de Serge Golon.
Il se marie à Pointe-Noire avec Simone Changeux, reporter et écrivain (pseudonyme : Joëlle Danterne), future Anne Golon.
Il écrit avec elle certains ouvrages dont Les Géants du Lac et Le Cœur des Bêtes sauvages et il assiste sa femme dans ses premières recherches de documentation pour Angélique. Le pseudonyme de Serge Golon est imposé par l'agence O.P. comme coauteur dans l'édition française en 1957.
Il devient peintre en 1961 et inventeur de vernis et couleurs avec une première exposition à Crans-Montana en 1968 où il possédait un chalet, Les Fauvettes.
Il meurt d'un infarctus au Québec le 12 juillet 1972 où il était venu préparer une exposition et signer un contrat sur ses découvertes de couleurs pour peintres, accompagnant Anne Golon venue se documenter pour le futur livre d'Angélique se passant dans la province de Québec.

## Œuvres
- Le cadeau de Riza Khan, éd. Les Presses d'Ile-de-France, 1947, ed. Alsatia, Collection Signe de Piste, NSDP 104, 1980
- Les Géants du lac, ed. Alsatia, Collection Signe de Piste, SDP 58, 1953